# Struthanthus lehmannii
Struthanthus lehmannii är en tvåhjärtbladig växtart som beskrevs av Adolf Engler. Struthanthus lehmannii ingår i släktet Struthanthus och familjen Loranthaceae. Inga underarter finns listade i Catalogue of Life.